# Margrit Weber
Ne doit pas être confondu avec Margrit Weber-Röllin.
Pour les articles homonymes, voir Weber.
Répertoire
Principalement musique contemporaine, en particulier les compositeurs Bohuslav Martinů, Igor Stravinsky, Arthur Honegger, Alexandre Tcherepnine, Manuel de Falla, Richard Strauss mais aussi Mozart, Beethoven, Carl Maria von Weber etc.
Margrit Weber née Hartmann le 24 février 1924 à Ebnat-Kappel (Suisse) et morte le 2 novembre 2001 à Zollikon (Suisse) est une pianiste suisse.
Elle commence en 1955 une carrière européenne qui s'étend aux États-Unis à partir de 1956. La musique contemporaine occupe une large place dans ses programmes. Bohuslav Martinů lui dédie son concerto pour piano et orchestre no 5 « Fantasia concertante » (1957-58), Igor Stravinsky ses Mouvements pour piano et orchestre (1958-59) et Alexandre Tcherepnine son concerto pour piano et orchestre no 6 (1965). Elle donne en création des œuvres pour piano de compositeurs suisses mais aussi de Wolfgang Fortner et Harald Genzmer. Elle a joué sous la direction de chefs d'orchestre tels que Ferenc Fricsay, Rafael Kubelík, Charles Munch à Boston, Hans Münch à Bâle, George Szell, Josef Krips, et Paul Sacher. En 1971, elle est nommée professeure à la Hochschule de Zürich.

## Biographie

### Formation
Élevée au sein d'une famille où la musique est présente : son père Karl Hartmann, boulanger-confiseur pratique le piano tandis que sa mère, Marie Steiner, est soprano amateur. À l'âge de 10 ans, Margrit Hartmann est élève au Conservatoire de musique de Zurich et en 1938 participe avec 300 jeunes artistes à la première compétition Jecklin dont elle remporte le premier prix à 14 ans.
Ses premiers professeurs sont José Berr pour le piano et Heinrich Funk pour les leçons d'orgue. À 15 ans, elle obtient son premier poste d'organiste à la chapelle de Wetzwil, hameau de la commune de Herrliberg dans le canton de Zurich puis en 1942 à Erlenbach. Au conservatoire de Zurich, elle continue sa formation avec Walter Lang (1896-1966) et Max Egger. Parallèlement au conservatoire, elle donne des leçons de piano. Parmi ses élèves, l'entrepreneur Karl Weber (1903-1973) avec lequel elle se marie en 1945. Soucieuse à la fois de remplir ses obligations de mère (ils ont 4 enfants) et de poursuivre son cursus, c'est seulement en 1952 soit huit ans après son diplôme de professeur de piano (1944), qu'elle reçoit celui d'artiste concertante avec mention Sehr gut (« très bien ») des mains de Max Egger.

### Carrière
« Une de mes plus belles et inoubliables expériences musicales a été le concerto de Brahms en ré mineur sous la direction de Fricsay avec le KGL Kapel à Copenhague, où après les accords finaux, le public est resté assis dans un silence complet de quelques secondes jusqu'à ce que finalement les applaudissements retentissent. »

— Margrit Weber.

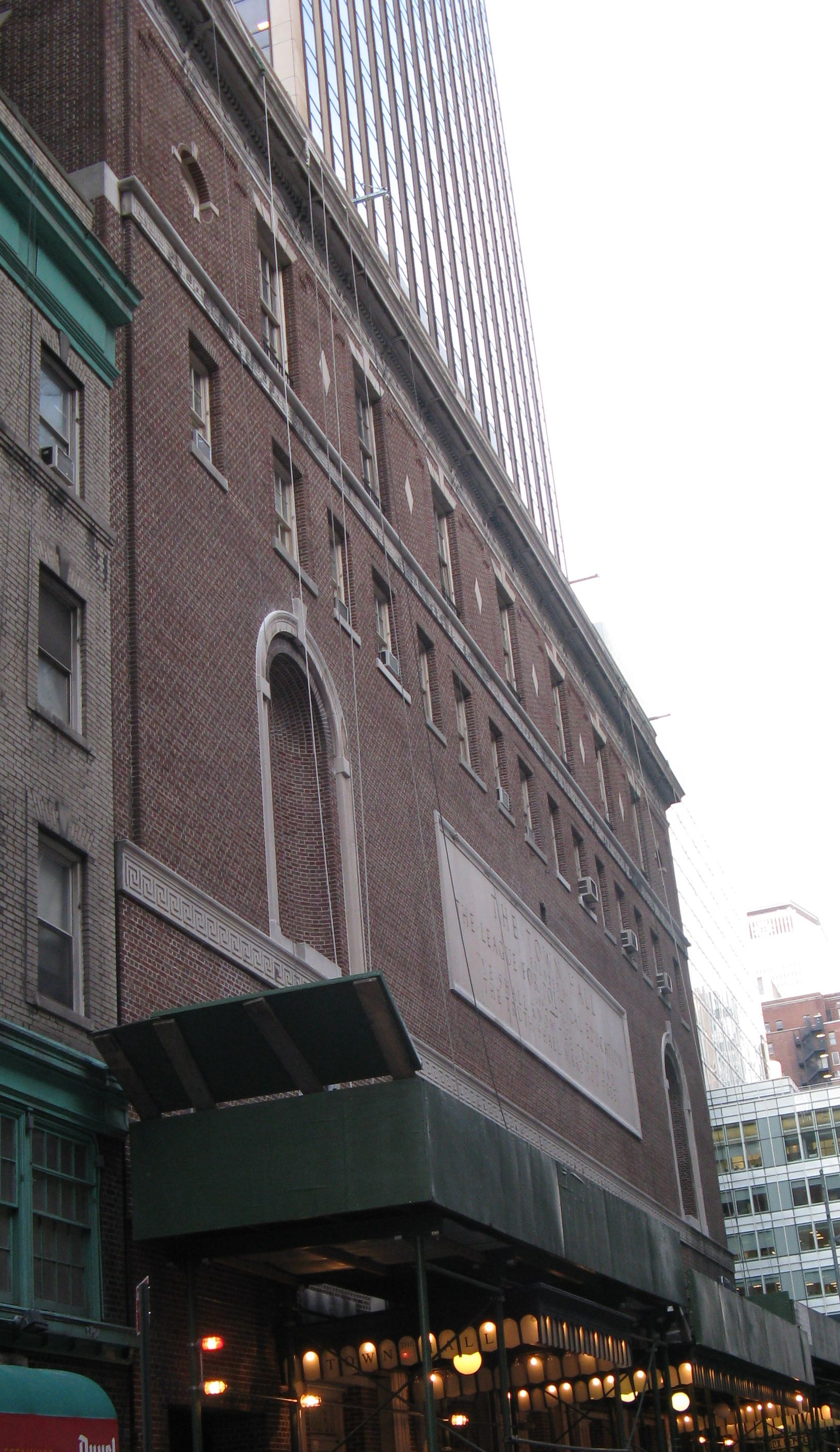
Town Hall (New York).

Les débuts de Margrit Weber en tant que concertiste commencent en janvier 1955. Le chef d'orchestre hongrois Ferenc Fricsay alors en préparation d'une tournée avec l'orchestre de la ville de Winterthour l'écoute jouer durant un concert donné par le Musikkollegium. Le soir même, il l'invite comme soliste à interpréter entre autres, sous la direction de Victor Desarzens, Burlesque pour piano et orchestre en ré mineur de Richard Strauss. Fricsay l'engage ensuite pour des concerts à Naples, à Berlin et à Munich en 1956 dans le cadre de son Festival.
Sa carrière américaine débute en novembre 1956 au Town Hall de New York. Par la suite, elle se produit en tournée avec George Szell et l'orchestre de Cleveland. Les comptes rendus de critiques musicaux tels que Jay S. Harrison pour le New York Herald Tribune ou encore Robert Commanday du San Francisco Chronicle soulignent autant son style que sa virtuosité. Mais c'est avec le succès de la création mondiale des Mouvements pour piano et orchestre de Stravinsky le 10 janvier 1960 à New York sous la direction du compositeur que sa renommée d'interprète se révèle à l'échelle internationale.
Parallèlement à son activité de concertiste, elle signe un contrat avec la Deutsche Grammophon pour laquelle elle enregistre des œuvres de Wolfgang Amadeus Mozart, Ludwig van Beethoven, Karl Maria von Weber, Manuel de Falla, Sergueï Rachmaninov, César Franck, Jean Françaix, Harald Genzmer, Bohuslav Martinů, Arthur Honegger et Alexandre Tcherepnine. En 1958, elle accompagne également au piano Dietrich Fischer-Dieskau dans une sélection de Lieder d'Othmar Schoeck et quelques années plus tard, avec le baryton suisse Kurt Widmer et Anne-Marie Blanc comme récitante, sont enregistrées les Magelone Romanzen op. 33 de Brahms.

## Dédicataire et créatrice d’œuvres

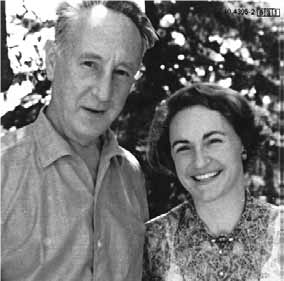
Bohuslav Martinů et Margrit Weber en Suisse vers 1957.

Margrit Weber donne en création des œuvres pour piano de compositeurs suisses tels que Armin Schibler (Concert pour la jeunesse pour cinq batteries, piano et orchestre à cordes op.76, 1962-63), Albert Moeschinger (Concert en sextuor op.91, 1962), la Sonate pour piano no 2 op.70 de Walter Lang, ainsi que les Bagatelles dans leur version pour piano et orchestre (op.5, 1958-1959) et le sixième concerto pour piano et orchestre (op.99, 1965) d'Alexandre Tcherepnine, les Épigrammes (1964) de Wolfgang Fortner, les Hörformen (1972) de Wladimir Vogel, de Harald Genzmer (concerto pour piano et orchestre no 2, 1966), la Pianoforte cantate du compositeur tchèque Dalibor Vačkář, la Partita concertante de Hugo Pfister, le concerto pour piano et orchestre no 5 « Fantasia concertante » (1957-58) de Bohuslav Martinů et enfin  les Mouvements pour piano et orchestre (1958-59) d'Igor Stravinsky.

### Martinů
- Concerto  pour piano et orchestre no 5 en si bémol majeur  « Fantasia concertante » H.366 (1957-58):

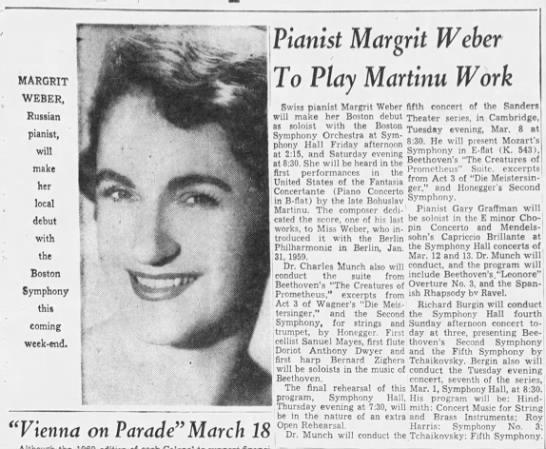
Le journal The Boston Globe du 28 février 1960 annonce la première américaine du Concerto pour piano et orchestre no 5 de Martinů avec Margrit Weber en soliste.

Par une lettre datée du 12 juin 1957, Alfred Schlee alors éditeur à Universal Edition informe Bohuslav Martinů qu'il a parlé à Zurich « avec une excellente pianiste, Mme Margrit Weber. Elle souhaiterait avoir une œuvre pour piano et orchestre composée par vous, de préférence un Concertino pour piano et orchestre d'une durée comprise entre 18 et 25 minutes ». Sur les instances de la pianiste, Martinů compose son cinquième concerto pour piano et orchestre, le dernier de sa contribution au genre, entre le 2 septembre 1957 et le 3 janvier 1958 alors qu'il est en résidence chez les Sacher à Schönenberg près de Pratteln,. Son sous-titre de « Fantasia concertante » est mentionné pour la première fois dans une lettre du 6 juillet 1958 adressée par Martinů à Margrit Weber, mais comme le précise Harry Halbreich, il  « est difficilement applicable à la forme de l’œuvre » qui s'apparente davantage par ses trois mouvements à une structure classique . Dédicataire du concerto, Margrit Weber en donne une création mondiale à Berlin le 31 janvier 1959 sous la baguette du chef d'orchestre Gotthold Ephraim Lessing avec le Radio-Symphonie-Orchester Berlin. Le concerto de Martinů a également été joué par la pianiste lors de la Biennale de Venise le 22 septembre 1959 au théâtre La Fenice avec Ferruccio Scaglia à la direction de l'Orchestre symphonique de Rome de la Radio-Télévision italienne ,. Sa première américaine se situe quant à elle à Boston les 4 et 5 mars 1960 avec l'orchestre symphonique de Boston sous la direction de son chef Charles Munch avec la soliste suisse, qui demeure à ce jour une « exceptionnelle interprète de Martinů »,.

« Le Concerto est à vous, écrit pour vous. Vous devriez le garder pour vous-même. D'autres pianistes auront le temps de le jouer après vous, plus tard. Vous avez dit à Charlotte que vous vouliez en parler à Universal pour rendre cette œuvre disponible aux autres (pianistes). Ne le faites pas, gardez les droits pour vous. Ce ne serait pas agréable si quelqu'un jouait le Concerto avant vous, à Boston ou ailleurs ,. »

— Lettre de Martinů à Margrit Weber.

### Stravinsky

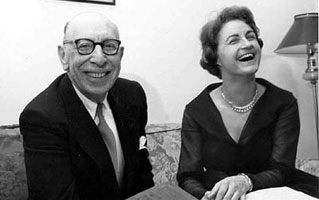
Igor Stravinsky et Margrit Weber discutant des Mouvements pour piano et orchestre, en janvier 1960.

- Mouvements pour piano et orchestre HH 88 (1958-59):

Une des compositions sérielles les plus compliquées de Stravinsky: « les Mouvements sont, de tout ce que j'ai composé, la musique la plus avancée du point de vue de la construction ». L’œuvre est écrite pour piano et utilise un orchestre de chambre très réduit. Ces cinq mouvements sont en outre séparés par quatre courts interludes sans piano. Stravinsky compose cette partition à la demande du mari de Margrit Weber (mis en relation par Fricsay), le riche industriel Karl Weber, pour 15 000 $. Bien que le commanditaire ait demandé une œuvre d'une durée comprise entre 15 et 20 minutes, le compositeur s'acquitte d'une pièce concise d'à peine 10 minutes. Étonnés, les Weber n'hésitent pas à soulever quelques objections et après réception d'une lettre adressée par eux, Stravinsky leur répond « avoir ajouté une à deux minutes de musique ». Le piano tient un rôle essentiel dans la partition cependant différent de celui qui lui est ordinairement dévolu comme soliste. La création mondiale des Mouvements a lieu à New York au Town Hall, le 10 janvier 1960 lors du Festival Stravinsky, sous la direction du compositeur lui-même et Margrit Weber la dédicataire au piano.

### Tcherepnine

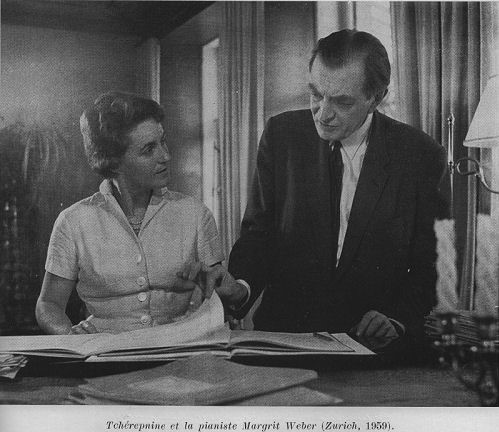
Alexandre Tcherepnine et Margrit Weber à Zurich en 1959.

- 10 Bagatelles opus 5, deux arrangements pour piano et orchestre (1958-59) :

Écrites dans les années 1912 à 1918, d'abord pour piano solo, Tcherepnine arrange ses Bagatelles opus 5 en deux versions à la demande de Margrit Weber: pour piano et orchestre et pour piano et orchestre à cordes. Malgré l'accompagnement orchestral, la partie de piano reste inchangée par rapport à celle de l'originale. Le contraste entre mouvement rapide et agressif et moment lyrique et méditatif est suffisamment exploité pour mettre en valeur la virtuosité de l'instrument soliste. Efficacité également renforcée par le caractère concertant et symphonique de l'arrangement ainsi que par sa conception formelle cyclique.
- Concerto pour piano et orchestre no 6 op. 99 (1965):

Le sixième et dernier concerto pour piano d'Alexandre Tcherepnine est une commande de Margrit Weber. Cette dernière qui avait déjà enregistré les Bagatelles en 1961 se lie d'une  amitié artistique avec le compositeur d'origine russe, figure de l'avant-garde des années trente. En 1965, Tcherepnine séjourne dans la maison de la pianiste à Bäch, dans le canton de Schwytz. Environné de paysages où écrit-il « un paisible lac reflète le ciel », le compositeur s'attelle à une partition où se conjuguent la rutilance d'un Prokofiev à l'aspérité d'un Chostakovitch. L'ouvrage comporte trois mouvements et se signale par une redoutable technique pianistique. Le finale notamment est basé sur un motif de quatre notes répétées, et d'un thème correspondant au nom du village suisse : B-A-E-C-H (si♭ la mi do si♮). Le concerto a été donné en création mondiale par la dédicataire de l’œuvre et l'orchestre royal du Concertgebouw sous la direction de Rafael Kubelik au Festival de Lucerne en 1972.

## Distinctions
- Premier prix de la compétition musicale Jecklin (1938).
- Médaille Hans Georg Nägeli de la Ville de Zurich (1971).

## Enregistrements majeurs
Tableau proposant les enregistrements de Margrit Weber avec leurs références 33 tours (LP).
| Légende couleurs |
| 19 098 LPEM      |
| 139 116 SLPM     |
| 18 338 LPM       |
| 133 009 SLP      |
| 18 710 LPM       |
| 138 828 SLPM     |

| Compositeur             | Œuvre                                                             | Orchestre                                            | Direction          | Label  | Date | Commentaire |
| ----------------------- | ----------------------------------------------------------------- | ---------------------------------------------------- | ------------------ | ------ | ---- | --- |
| Manuel de Falla         | Nuits dans les jardins d'Espagne                                  | Radio-Symphonie-Orchester Berlin                     | Ferenc Fricsay     | D.G.G. | 1957 | |
| Manuel de Falla         | Nuits dans les jardins d'Espagne                                  | Orchestre symphonique de la Radiodiffusion bavaroise | Rafael Kubelík     | D.G.G. | 1966 | Enregistré en juin 1965 dans la Herkulessaal à Munich. |
| Jean Françaix           | Concertino pour piano et orchestre                                | Radio-Symphonie-Orchester Berlin                     | Ferenc Fricsay     | D.G.G. | 1957 | Distribué aux États-Unis par le label Decca Gold Label Series (DL 9 900). |
| César Franck            | Variations symphoniques pour piano et orchestre FWV 46            | Radio-Symphonie-Orchester Berlin                     | Ferenc Fricsay     | D.G.G. | 1957 | |
| Arthur Honegger         | Concertino pour piano et orchestre H.55                           | Radio-Symphonie-Orchester Berlin                     | Ferenc Fricsay     | D.G.G. | 1957 | Distribué aux États-Unis par le label Decca Gold Label Series (DL 9 900). |
| Bohuslav Martinů        | Concerto pour piano et orchestre no 5 fantaisie concertante H.366 | Orchestre symphonique de la Radiodiffusion bavaroise | Rafael Kubelik     | D.G.G. | 1966 | Dédicataire et créatrice de l'œuvre. Enregistré en juin 1965 dans la Herkulessaal à Munich. |
| Wolfgang Amadeus Mozart | Concerto pour piano et orchestre no 12 K.414                      | Festival Strings Lucerne                             | Rudolf Baumgartner | D.G.G. | 1959 | Un seul titre. |
| Sergueï Rachmaninov     | Rhapsodie sur un thème de Paganini op.43                          | Radio-Symphonie-Orchester Berlin                     | Ferenc Fricsay     | D.G.G. | 1961 | Enregistré en octobre 1960 dans la Jesus-Christus-Kirche à Berlin. |
| Richard Strauss         | Burlesque pour piano et orchestre AV 85                           | Radio-Symphonie-Orchester Berlin                     | Ferenc Fricsay     | D.G.G. | 1957 | Distribué aux États-Unis par le label Decca Gold Label Series (DL 9 900). |
| Igor Stravinsky         | Mouvements pour piano et orchestre HH 88                          | Radio-Symphonie-Orchester Berlin                     | Ferenc Fricsay     | D.G.G. | 1963 | Dédicataire et créatrice de l'œuvre. Enregistré le 14 octobre 1960 dans la Jesus-Christus-Kirche à Berlin. Couplé avec la suite Háry János de Zoltán Kodály et Ballade pour orchestre de Gottfried von Einem. |
| Alexandre Tcherepnine   | 10 Bagatelles op.5 (version piano et orchestre)                   | Radio-Symphonie-Orchester Berlin                     | Ferenc Fricsay     | D.G.G. | 1961 | Dédicataire de l'œuvre dans cette version. Enregistré en octobre 1960 dans la Jesus-Christus-Kirche à Berlin.                                                                                                 |
| Carl Maria von Weber    | Morceau de concert pour piano et orchestre op.79                  | Radio-Symphonie-Orchester Berlin                     | Ferenc Fricsay     | D.G.G. | 1961 | Enregistré en octobre 1960 dans la Jesus-Christus-Kirche à Berlin. |

### Dictionnaires
- Alain Pâris, Dictionnaire des interprètes et de l'interprétation musicale au XXe siècle, Paris, Robert Laffont, coll. « Bouquins », 2004, 5e éd., 1278 p. (ISBN 978-2-221-08064-1 et 2-221-08064-5, OCLC 34515574).
- Article Margrit Weber dans le Dictionnaire historique de la Suisse en ligne.

### Monographies
- (en) Ludmila Korabelnikova et Sue-Ellen Hershman-Tcherepnin (dir.) (trad. Anna Winestein), Alexander Tcherepnin. The Saga of a Russian Emigré Composer, Bloomington et Indianapolis, Indiana University Press, 2008, 266 p. (ISBN 978-0-253-34938-5, lire en ligne).
- (de) Harry Halbreich, Bohuslav Martinů : Werkverzeichnis und Biographie, Mayence, Schott Music, 2007, 2e éd. (1re éd. 1967), 448 p. (ISBN 978-3-7957-0565-7).

### Études
- (en) Larry Sitsky, Music of the Repressed Russian Avant-Garde, 1920-1929, Westport-Londres, Greenwood Press, coll. « Contributions to the Study of Music and Dance, number 31 », 1994, 351 p.

### Revues
- (en) Ivana Tabak, « Martinů's final piano concerto and the dispute about the work's title », Martinůrevue, vol. XIII no 2,‎ mai-août 2013, p. 6-7.